# Anammoksosom
Anammoksosom, anammoxosom – struktura komórkowa, przestrzeń wewnątrz cytoplazmy otoczona przez lipidy zawierające szereg pierścieni cyklobutanowych, które jest prawdopodobnie miejscem syntezy oksydazy hydrazyny, będącej enzymem stosowanym przez bakterię w procesie anammox. Wydzielanie enzymu wewnątrz anammoksosomu chroni komórkę bakteryjną przed toksycznym działaniem pośredniego produktu reakcji – hydrazyny.